# Уильямс, Тайсон
Тайсон Уильямс (англ. Tyson Williams; род. 1 апреля 1989, Гамильтон) — новозеландский гребец, выступавший за сборную Новой Зеландии по академической гребле в 2007—2012 годах. Чемпион мира среди молодёжи, победитель и призёр регат национального значения, участник летних Олимпийских игр в Лондоне.

## Биография
Тайсон Уильямс родился 1 апреля 1989 года в Гамильтоне, Новая Зеландия.
Занимался академической греблей в местном клубе Waikato Rowing Club.
Впервые заявил о себе в гребле на международной арене в сезоне 2007 года, выиграв серебряную медаль в восьмёрках на юниорском чемпионате мира в Пекине.
В 2008 году в распашных безрульных четвёрках финишировал пятым на молодёжной регате в Бранденбурге.
В 2009 году в безрульных четвёрках одержал победу на молодёжном чемпионате мира в Рачице и, попав в основной состав новозеландской национальной сборной, занял девятое место на взрослом чемпионате мира в Познани.
В 2010 году в безрульных четвёрках был восьмым и десятым на этапах Кубка мира в Мюнхене и Люцерне соответственно, в восьмёрках оказался пятым на домашнем мировом первенстве в Карапиро.
В 2011 году в восьмёрках закрыл десятку сильнейших на этапе Кубка мира в Люцерне и на чемпионате мира в Бледе.
Благодаря череде удачных выступлений удостоился права защищать честь страны на летних Олимпийских играх 2012 года в Лондоне. В составе распашного безрульного экипажа, куда также вошли гребцы Шон О’Нилл, Джейд Уру и Крис Харрис, сумел квалифицироваться лишь в утешительный финал В и расположился в итоговом протоколе соревнований на одиннадцатой строке.
После лондонской Олимпиады Уильямс больше не показывал сколько-нибудь значимых результатов в академической гребле на международной арене.